# Kolozsvári Szénafüvek
A Szénafüvek (románul Fânaţele Clujului) Kolozsvár északkeleti határában, a Kis-Szamos völgyében elterülő, jellegzetes mezőségi növényzettel rendelkező terület. A terület egy részét a két világháború között Alexandru Borza javaslatára védetté nyilvánították. 2004 óta a védett terület nagysága 99,2 hektár; IUCN IV-es besorolású természetvédelmi terület, és része a Kelet-kolozsvári dombok nevű (Dealurile Clujului de est, ROSCI0295) Natura 2000-es területnek.

## Fekvése
Kolozsvár északkeleti határában terül el, Szamosfalva, Apahida, Nemeszsuk, Válaszút, Fejérd, Kajántó és Papfalva között, 500-600 méteres tengerszint feletti magasságon, a Mezőség nyugati szélén.
Megközelíthető gépkocsival az Irisztelep irányából, az Avas utcából elágazó Valea Fânațelor utcán át; tömegközlekedéssel a 35 és 39L autóbuszokkal (a Hajnalnegyedből és a belvárosból), a 102-es villamossal (a Nyárfasorról), az M13-as autóbusszal (a belvárosból).

## Története
Soó Rezső szerint egykor erdők borították. A területet kaszálóként, legelőként hasznosították, de repülőmodellező versenyek helyszíne is volt. Alexandru Borza javaslatára 1932-ben 8 hektárnyi részt védetté nyilvánítottak. 2004 óta a védett terület nagysága 99,2 hektár.
1991-es, 2009-es és 2012-es híradások szerint a korábban bekerített és őrzött területen a legeltetés, illetve túllegeltetés károsítja az élővilágot. 2009-ben a védett terület egy ötödét felégették. 2010-ben a Zöld Erdély Egyesület tanösvényt alakított ki.

## Leírása
A táj jellegzetességét a helyiek által koporsóknak nevezett suvadásos dombok adják, amelyek az egész Mezőségre jellemzőek. Ezek a miocén kori agyag feletti rétegek megcsúszásával alakultak ki. A suvadások által létrehozott mélyedésekben időszakos tavak, mocsarak jöttek létre.
Az északi lejtőkön mezofil (közepes nedvességet igénylő), a déli lejtőkön xerofil (szárazságtűrő) növényzetet találunk; számos növény az orosz illetve a dél-ukrajnai sztyeppre jellemző, ilyen például az ukrán macskamenta (Nepeta ucranica) vagy a volgamenti hérics (Adonis volgensis), amely az Erdélyi-medencében egyedül itt található. Endemikus és szubendemikus fajok a sugaras fejvirág (Cephalaria radiata), erdélyi hangyabogáncs (Jurinea mollis ssp. transsilvanica), erdélyi zsálya (Salvia transsylvanica) és öldöklő aszat (Cirsium furiens). A terület további növényritkaságai az egyhajúvirág (Bulbocodium ruthenicum), tátorján (Crambe tataria), bókoló zsálya (Salvia nutans), uráli fejvirág (Cephalaria uralensis), mezőségi búzavirág (Centaurea trinervia), törpe nőszirom (Iris humilis), ukrán kocsord (Peucedanum tauricum), pompás zsoltina (Serratula wolffii), tátogató kökörcsin (Pulsatilla patens), valamint az északi tájolású mélyedésekben élő erdélyi hérics (Adonis × hybrida).
A 19. század végén a Szénafűre jellemző állatfajként jegyezték fel az etruszk cickány (Sorex etruscus), túzok (Otis tarda), Argopus bicolor és Cerceris tubcrculata Vili. előfordulását; a két világháború között a földikutya legfontosabb erdélyi lelőhelyeként említették; a 20. század közepéig parlagi vipera (Vipera ursinii) is élt a napsütötte oldalakon. Európában egyedülálló módon egy azonos területen megtalálható négy hangyaboglárka faj, a zanótboglárka (Maculinea nausithous), vérfű hangyaboglárka (Maculinea teleius), nagyfoltú hangyaboglárka (Maculinea arion) és szürkés hangyaboglárka (Maculinea alcon).